# Blackfriars (metropolitana di Londra)
Blackfriars è una stazione della metropolitana di Londra servita dalle linee Circle e District.
Venne costruita 16 anni prima della corrispondente stazione ferroviaria.

## Storia
La stazione venne aperta il 30 maggio 1870 dalla Metropolitan and Metropolitan District Railways come stazione capolinea quando la linea venne estesa di Westminster. La costruzione della nuova tratta della MDR venne progettata in contemporanea alla costruzione del Victoria Embankment.
La MDR vi connesse successivamente la Metropolitan Line a South Kensington e, nonostante le due compagnie fossero rivali, ognuna delle due gestiva i propri treni utilizzando lo stesso tracciato noto come "Inner Circle".
Il 3 luglio 1871 la MDR venne estesa al nuovo capolinea di Mansion House.
Il 1º febbraio 1872, la MDR una nuova diramazione verso nord da Earl's Court per connettere la West London Line alla stazione di Addison Road (ora Kensington (Olympia)). Da quella data, il servizio "Outer Circle" cominciò ad operare sul tracciato MDR. Il servizio venne gestito dalla North London Railway (NLR) dal suo terminale di Broad Street (ora demolito), alla Città di Londra via North London Line a Willesden Junction, poi West London Line ad Addison Road e MDR a Mansion House.
Dal 1º agosto 1872, la Middle Circle iniziò ad operare sulla stazione una linea da Moorgate a Paddington e quindi sulla Hammersmith & City Railway fino a Latimer Road. Poi, attraverso una linea oggi demolita, sulla West London Line ad Addison Road ed a Mansion House. Il servizio veniva operato congiuntamente da H&CR e MDR.
Il 30 giugno 1900, venne chiuso il servizio fra Earl's Court e Mansion House ed il 31 dicembre 1908, la Outer Circle venne definitivamente chiusa.
Nel 1949, la Metropolitan Line che gestiva la linea Inner Circle, le diede la propria identità denominandola Circle Line.

### Linea Waterloo & City
La linea Waterloo & City, fra Waterloo e Bank, passava quasi sotto la stazione di Blackfriars e pertanto venne deciso di costruire una stazione di interscambio a Blackfriars. Il Department for Transport considerò questa decisione come "di nessun beneficio significativo".

## Interscambi
La stazione consente l'interscambio con la stazione di Londra Blackfriars della National Rail.
Nelle vicinanze della stazione effettuano fermata alcune linee urbane automobilistiche, gestite da London Buses.
Dal Blackfriars Millennium Pier, inoltre, è possibile fruire dei servizi fluviali di Londra gestiti da TfL.
- Stazione ferroviaria (Stazione di Londra Blackfriars - linee nazionali)
- Molo fluviale (Blackfriars Millennium Pier - London River Services)